# Juan Carlos Arellano
Juan Carlos Arellano Shigeno (San Luis Potosí México, 12 de octubre de 1981) es un ex-futbolista mexicano que se despeñaba de defensa.

## Trayectoria
Debuta con el Club Santos Laguna en el Clausura 2003. En el Apertura 2003. se mantiene en el primer equipo buscando mayor actividad.
Permanece con los guerreros hasta el Apertura 2006.
Había jugado desde entonces en la Liga de Ascenso hasta el Apertura 2013 sorprendente mente fue contratado por el Monarcas Morelia.

### Clubes
| Club                        | País                | Año       | Partidos | Goles | Media |
| --------------------------- | ------------------- | --------- | -------- | ----- | ----- |
| Real Sociedad de Zacatecas  | México              | 2003      | 4        | 0     | 0     |
| Santos Laguna               | México              | 2003-2005 | 30       | 0     | 0     |
| Santos Laguna 'A'           | México              | 2006-2007 | 32       | 1     | 0.03  |
| Alacranes de Durango        | México              | 2008      | 16       | 0     | 0     |
| C.D. Irapuato               | México              | 2008-2010 | 49       | 0     | 0     |
| Universidad de Guadalajara  | México              | 2010      | 11       | 0     | 0     |
| C.D. Irapuato               | México              | 2011-2012 | 38       | 1     | 0.03  |
| Tiburones Rojos de Veracruz | México              | 2012-2013 | 12       | 0     | 0     |
| Monarcas Morelia            | México              | 2013      | 5        | 0     | 0     |
| Club Zacatepec              | México              | 2014      | 10       | 0     | 0     |
| Total en su carrera         | Total en su carrera | 2002-2014 | 207      | 2     | 0.01  |

## Palmarés

### Campeonatos nacionales
| Título          | Club             | País   | Año  |
| --------------- | ---------------- | ------ | ---- |
| Interliga       | Santos Laguna    | México | 2004 |
| Liga de Ascenso | Irapuato         | México | 2011 |
| Copa MX         | Monarcas Morelia | México | 2013 |